# Maria I (królowa Portugalii)
Maria I Franciszka Pobożna, port. Maria I Francisca a Piedosa (ur. 17 grudnia 1734, zm. 20 marca 1816) − pierwsza rządząca królowa Portugalii.

## Życiorys
Urodziła się w Lizbonie jako najstarsza córka króla Józefa I i Marianny Wiktorii Burbon (córki króla Hiszpanii Filipa V i Elżbiety Farnese). Została ochrzczona jako Maria Francisca Isabel Josefa Antónia Gertrudes Rita Joana. 6 czerwca 1760 poślubiła swojego stryja, młodszego brata swego ojca, Pedro (1717–1786). Miała z nim sześcioro dzieci:
- Józefa Franciszka (1761–1788), męża swojej ciotki Benedykty (1746-1829),
- Józefa Jana (1763-1763),
- Jana VI (1767–1826),
- Marię Izabelę (1766–1777),
- Marię Annę (1768–1788), żonę Gabriela, infanta hiszpańskiego (syna Karola III),
- Marię Klementynę (1774–1776).

## w Portugalii

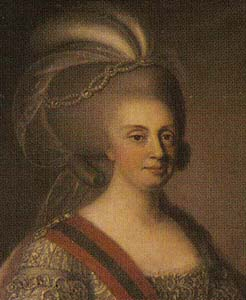
Maria I a Piedosa

Jej pierwszą decyzją jako królowej było odwołanie niepopularnego premiera, markiza de Pombal. Markiz otrzymał także zakaz przebywania w pobliżu królowej, nie mógł się zbliżyć do dworu bliżej niż 20 mil. Królowa wypuściła wielu uwięzionych na rozkaz markiza, w większości jezuitów. Ufundowała Królewską Akademię Nauk (1779) i Bibliotekę Narodową (1796), a także w 1780 Casa Pia - połączenie przytułku, szkoły i instytucji poprawczej. W lipcu 1782 Portugalia przystąpiła do Ligi Zbrojnej Neutralności. W 1781 Austria przekazała Portugalii leżącą u wybrzeży Mozambiku zatokę Maputo (Delagoa).
W 1801 rządzący Hiszpanią Manuel Godoy wkroczył do Portugalii w porozumieniu z Napoleonem. Jeszcze w tym samym roku Hiszpanie zostali jednak zmuszeni do odwrotu. Mimo tego w traktacie podpisanym w Badajoz 6 czerwca królowa oddawała Hiszpanii Olivenza i część Gujany. Królowa cierpiała na manię religijną i melancholię. Po roku 1799 nie była już w stanie zajmować się sprawami państwowymi i regentem został jej syn Jan.

## w Brazylii
W 1807 odmowa przystąpienia do kontynentalnej blokady Wielkiej Brytanii ściągnęła na kraj ponowną inwazję hiszpańsko-francuską pod dowództwem marszałka Junota. W jej obliczu członkowie dynastii wyjechali do Brazylii 3 listopada, zaś Napoleon mianował Junota gubernatorem. 1 sierpnia 1808 generał Arthur Wellesley wylądował w Lizbonie z kontyngentem wojsk brytyjskich rozpoczynając wojnę na Półwyspie Iberyjskim. 21 sierpnia pokonał Junota w bitwie pod Vimeiro, odcinając Francuzom drogę odwrotu. Zostało to zaprzepaszczone w ugodzie z Sintry (30 sierpnia). Wkrótce Wellesley już jako lord Wellington powrócił do Portugalii 22 kwietnia 1809 i wznowił kampanię. Wojska portugalskie pod brytyjskim dowództwem wyróżniły się broniąc linii Torres Vedras (1809-1810), a następnie w inwazji na okupowaną Hiszpanię. Po upadku Napoleona w 1815 królowa Maria z rodziną wciąż przebywała w Brazylii. Zmarła w Rio de Janeiro w 1816, a tron objął książę regent jako król Portugalii i Brazylii, Jan VI.

## Odznaczenia
- Wielki Mistrz Trzech Orderów (Chrystusa, Św. Benedykta z Avis i Św. Jakuba od Miecza)